# Камбилеевка
Камбиле́евка (ингуш. Гӏалми, осет. Хуымӕллӕджы дон) — река в России, правый приток Терека, протекает по территории Джейрахского и Назрановского районов Ингушетии и Пригородного, Правобережного и Кировского районов Республики Северная Осетия-Алании.
Длина реки — 99 км, площадь водосборного бассейна — 954 км². Берёт начало на северо-восточных склонах горы Столовой (2993 м), на территории горно-лесной зоны, в северо-западной части Джейрахского района Ингушетии, проходит через Тарскую долину и всю восточную часть Пригородного района Северной Осетии. По реке проходит граница между Северной Осетией и Ингушетией у сёл Долакова и Кантышево. Впадает в Терек у села Карджин. Через реку перекинут акведук Алханчуртского канала, в Камбилеевку подаётся около 3 м³/с воды из канала.
Является одним из наиболее загрязнённых водных объектов Северной Осетии. Уровень загрязнённости реки меняется от «умеренно загрязнённая» до «очень грязная».
На юго-восточной окраине села Зильги, в 1,5 км от города Беслан территорию древнего коренного берега поймы реки Камбилеевка занимает раннесредневековое Зилгинское городище с Бесланским могильником (II—IV века н. э.), в котором исследовано в общей сложности 800 погребальных комплексов аланской культуры раннего этапа.

## Населённые пункты у реки
- Тарское
- Октябрьское
- Ир
- Камбилеевское
- Дачное
- Куртат
- Донгарон
- Чермен
- Ольгинское
- Майское
- Кантышево
- Долаково
- Зильга
- Хумалаг
- Брут
- Дарг-Кох
- Карджин